# ナジノ島事件
座標: 北緯60度06分22秒 東経78度56分35秒 / 北緯60.106度 東経78.943度

ナジノ島（トムスク州北部に位置する）

ナジノ島事件（ナジノとうじけん、ロシア語: Назинская трагедия, tr. Nazinskaya tragediya）は、1933年5月のソビエト連邦で、モスクワとレニングラードから約6,700人が西シベリアのオビ川のなかにある無人島、ナジノ島に移送され、発生した事件である。移送の目的は島を開拓し「特別村」を建設することであった。移送者にはライ麦粉とわずかな食糧しか与えられず、道具もなく、ほとんど着の身着のままでシベリアの過酷な環境を生き延びなければならなかった。
すぐさま病気と暴力が蔓延し、人肉食が行われた。移送が始まって13週の間に、4,000人以上が死亡するか行方不明になった。生き残っていた者も衰弱していた。逃亡を試みた者は、監視兵が射殺した。
事件に関する最初の報告を、無名の下級党員、ヴァシリー・ヴェリチコがスターリンや党政治局に上奏した。報告は関心を引いたようであり、ペレストロイカ期に設立された人権擁護団体であるメモリアル協会が1988年に調査を始めるまで半世紀にわたって、報告文書の扱いは「極秘」に分類された。1933年9月にソ連共産党調査委員会が作成した報告書は、メモリアル協会が2002年に公表し、事件の存在が広く知られるようになった。

## 背景
1933年2月、合同国家政治機構（OGPU）長官ゲンリフ・ヤゴダと矯正労働収容所管理総局（グラーグ）長官マトヴェイ・ベルマンは、200万人を超える人々をヨーロッパ・ロシアやウクライナから、シベリアやカザフスタンへ移送する計画をスターリンに提案した。この計画は、彼ら自らが「壮大な計画」と呼ぶ大規模なものであった。移送者は「移住者」として、1万平方キロメートルを超える広さの人口希薄な荒蕪地に移送され、2年以内に自給自足が可能な「特別村」を建設しなければならなかった。
ヤゴダとベルマンの計画は、1929年ごろから3年間にわたって続けられた富農（クラーク）撲滅運動の一環として、クラーク200万人をシベリアやカザフスタンへ移送した経験に基づくものであった。しかしながら、前回と異なるのは、ソ連全土を覆う飢饉のため、利用可能な資源が極めて少ないということであった。 にもかかわらず、新計画は1933年3月11日の人民委員会議で承認された。承認のすぐのちに、移送予定者の数は100万人に減った。

### 移送者
当初の計画で移送の対象になっていたのは、ウクライナやチェルノーゼム地帯に住む富農（クラーク）や都市住民であったが、実際に移送されたのはモスクワとレニングラードにいた、何らかの理由で国内旅券を持っていなかった人々だった。1932年12月27日に党政治局は国内主要都市の住民に「国内旅券」を発行することを決定し、ソ連領内では旅券所持運動が始まった。この政策の目的は、「生産にも行政にも従事していない余剰分子、富農（クラーク）、犯罪者、その他反社会的な社会に脅威を与える分子を、モスクワ、レニングラード、その他のソビエト連邦の大都市から取り除き、都市を浄化する」ことにあった。
移送者は「ルンペンプロレタリアートであって社会にとって有害な分子」であると定義づけられたが、実際には、農村部の飢饉を逃れるために都市へ出てきた元小売商や元農民であり、生存のために軽犯罪を犯しただけであった。あるいは、理想化された労働者階級の枠組みに収まらない存在であっただけであった。そのような背景があったから国内旅券が発行されなかったのであり、国内旅券を所持していなかったから逮捕され、略式の行政手続を受けてすぐに都市から移送された。逮捕されてから移送までにかけられた時間は、ほとんどのケースが2日間であった。1933年の3月から7月の間に、モスクワにいた 85,937人が国内旅券不所持により逮捕・移送された。レニングラードからは 4,776人が逮捕・移送された。1933年5月1日（国際労働日の祝日）にあわせたモスクワの浄化に関連して移送された人々は、トムスクに送られ、そこの収容所で別の移送先への移送の日を待った。

## 移送
ヤゴダとベルマンの計画によると、トムスク、オムスク、アチンスクの収容所を経由するはずだった。最も広い収容所はトムスクのもので、4月中に建設をはじめ、15,000人を収容できるものが計画された。実際には、5月1日までに完成できそうもなかった。にもかかわらず、4月中に 25,000人が到着してしまった。最終移送先の労働矯正村へは、オビ川とトミ川を船で向かうのであるが、5月上旬の解氷を待たなければならなかった。トムスクに到着した移送者の大半はチェルノーゼム地帯の農村出身者であり、飢餓状態にあり衛生状態も劣悪だった。
西シベリア辺境区のナリム地区の党地方宣伝教育係ワシーリィ・アルセニエヴィチ・ヴェリチコは、22人の移送者の身上を聞き取り調査し、彼ら彼女らがたまたま運悪く旅券不携帯で取り締まりに遭っただけであり、社会的にはむしろソビエトに近い存在であることを報告している。
移送者を乗せた家畜運搬用の列車は、モスクワを4月30日に出発し、5月10日にトムスクに到着した。レニングラード発の列車は4月29日に出発し、同5月10日に到着。移送中に配給された食糧は、移送者1人当たり1日に300グラムのパンのみであった。移送者のなかには本物のごろつき犯罪者もおり、そのような者たちが周りの者に暴力をふるって食糧や衣服を強奪した。トムスクの移送を担当する当局はこのような事態に対応する能力を持っておらず、面倒を避けるため、移送者を最も孤立した場所へ追いやることを決めた。大量の移送者の到着から2回目の夜に騒動が起きた。移送者たちは飲み水を要求して暴動寸前になったが、騎乗した護送隊が鎮圧した。
トムスクから北へ800キロメートル離れたオビ川に、ナジノ島（ロシア語: остров Назино）という川中島がある。都会からの移送者たちはそこに送られた。ナジノ島がある一帯は西シベリアのなかでも特に人口が希薄な場所で、ロシア人がくるよりずっと昔から、わずかばかりのオスチア族が住みついているだけであった。1933年5月14日、5,000人の移送者が4隻の木材運搬用のはしけに乗せられて、ナジノ島へ出発した。移送者の3分の1は囚人たちが結束しないように意図的に混ぜられた本物の犯罪者、2分の1はモスクワとレニングラードから送られたルンペンプロレタリアートだった。労働強制収容所を担当する官僚は、囚人たちに当初は5月5日に移送する予定だと告げていた。彼らは都会から来た移送者を取り扱う経験に乏しく、彼らの労働を支える物資も不足していた。移送者たちははしけの甲板の下に詰め込まれ、食糧は1人あたり1日200グラムのパンが与えられるのみだった。移送者を乗せたはしけには乗せられなかったが、後から20トンの小麦粉（1人あたり4キログラム）が送られたが、小麦粉を調理するための道具はいっさいなかった。護送隊は、護送責任者1人、士官2人、護送兵50人で構成され、護送兵は全員が新兵、制服も制靴も持たされていなかった。

## ナジノ島
ナジノ島は長さ3キロメートル、幅600メートルほどのぬかるんだ小島である。移送者は5月18日午後、はしけから降ろされてこの島に到着した。接岸設備はどはない。島に降ろされたのは男性4,556人、女性322人。トムスクからの旅の途中で27人が命を落とし、遺体となって到着した。生存者の3分の1強が衰弱により自力で立つことができなかった。5月27日にはさらに 1,200人ほどの移送者がナジノ島に到着した。20トンのライ麦粉が到着して配給が始まったとたんに奪い合いが発生し、護送兵が移送者たちに向けて発砲した。小麦粉は島の対岸に移され、配給は翌月に再開されたが、この時にもやはり奪い合いが発生し、銃撃により鎮圧された。のちに配給は「班長」を通して行われるようになった。移送者は150人ずつ「班」を組織させられ、小麦粉は「班長」にまとめて渡された。この仕組みのため、ごろつき犯罪者が「班長」の地位と配給の権限を独占することになった。ライ麦粉を手に入れた移送者たちは、パンを焼く窯がなかったから川の水に混ぜて食べ、すぐさま下痢を下した。粗末ないかだを組んで島を逃げようとした移送者もいたが、ほとんどのいかだはバラバラになって川下に数百の遺体がうちあがった。監視兵はあたかも狩猟を楽しむように逃亡者を狙い撃ちした。上流のトムスクへ戻るほかには、ソ連国内の他の土地へ行くための交通手段がなく、タイガの自然環境は過酷であるから、監視兵の目を盗んで川を渡ることに成功した者がいたとしても、やはり死亡したものと推測されている。
移送者たちがナジノ島に到着してしまってから、そのすぐ後にスターリンはヤゴダとベルマンの計画を拒絶した。
島での秩序は瞬く間に崩壊し、混乱に陥った。移送者の大多数は都会暮らしをしていた者たちで、荒蕪地を開拓して住めるようにするためのすべを知らなかった。物資の不足が移送者の匪賊化に拍車をかけ、匪賊と化した移送者は弱い立場の移送者を恐怖で支配し始めた。食料と金、身に着けた価値ある物を奪うための殺し合いが頻繁に発生するようになった。遺体から金歯や金冠を抜き取る行為が行われた。金冠はごろつき犯罪者が独占する食料との交換に用いられた。
監視兵も移送者を恐怖により支配するようになった。移送者にさまざまなことを強要し、些細なことで移送者を処刑した。その一方で、ごろつき犯罪者のやることには見て見ぬふりだった。また、逃亡を防止するため移送者にお互いを監視させた。島の衛生状態を視察するためにトムスクから医師が派遣されたが、身の危険を感じて逃げ帰った。食糧不足により、5月下旬には人肉食が頻繁に行われるようになった。この時点で移送者たちは、食べる肉を手に入れるためだけに人を殺しはじめた。
5月21日に島を視察した3人の衛生担当者は、70体の遺体と、少なくとも5件の人肉食の痕跡を認めた。翌月にかけて監視兵は約50人を人肉食の罪で逮捕した。

### その後
惨苦をもたらしたのは意図的な殺人であるのは明らかであるものの、この事件は、計画性の欠如がいかに悲惨な結果をもたらすかを示す良い事例である。ナジノ島のむごい状況は6月上旬にはソ連上層部に伝えられ、そこでの労働矯正は解除になった。生き残った者のうち2,856人がナジノ川上流の別の移住先へ移され、助かる見込みのない157人が島に置き去りにされた。生き残り2,856人も移送中に数百人が死亡し、新たな移住先でも食糧不足、道具不足なのは同様だった。さらにチフスの蔓延にも苦しんだ。ナジノ島の生き残りのほとんどは、島でのひどい待遇の経験から、新たな移住先における労働を拒否した。
13週間の間に、ナジノ島に移送された6,000人のうち、1,500人から2,000人が飢餓、寒さによる疲労、病気、殺人、事故により死亡した。さらに2,000人が行方不明である。
ヴェリチコからスターリンに宛てられた報告書は、ノヴォシビルスクの文書館に保管されていた。報告書によると「脱落分子」6,114人が1933年5月にナジノ島に到着し、27人が川を使った移送中に死亡した。島には雨露をしのぐ工作物がいっさいなく、到着の最初の夜は雪が降った。4日間食糧の配給もなかった。到着後の初日に295人の遺体が埋められた。ヴェリチコによると、島の生存者は2,200人しかいない。ヴェリチコの報告を確かめるため、共産党上層部は調査委員会を組織した。調査委員会は10月に生存者の数を2,000人ほどと見積もり、半数が何らかの病気で寝たきりであり、身体が労働に耐えうる状態の者は200-300人ほどしかいないと報告した。ヴェリチコの報告をもみ消そうとした地方党幹部や監視兵もいたが、反対に譴責を受け、12か月から3か年の刑を受けた。
ナジノ島事件はソビエトの植民計画の問題点を浮き彫りにした。1933年だけで367,457人の「特別移住者」が行方不明になっている。特別移住村からの退去が認められてその後行方不明になった151,601人を除く、残りの215,856人は単純にいつの間にか移住先から消えている。ナジノ島事件は、ソビエト連邦の大規模強制移住計画、すなわち「都市脱落分子」を使った特別移住村の建設計画の行く末を示し、同時に、その後の移住計画の犯罪性も示している。

## 事件の発掘
ナジノ島事件は秘密にされたため、1933年10月の調査以後、少数の生存者、党幹部、事件を目撃したオスチア族の村人を除いては、事件を知る者はいなかった。1988年のグラスノスチ政策の折、人権擁護団体メモリアル協会の尽力によりナジノ島事件の詳細が初めて一般に利用可能になった。
1989年にオスチア族の老婆が語った目撃証言をメモリアル協会は文字資料化している。

## 情報源
- Applebaum, Anne (2007), Gulag: A History (1st ed.), Anchor Books, ISBN 978-0-307-42612-3
- Courtois, Stephane; Werth, Nicolas; Panne, Jean-Louis; Paczkowski, Andrzej; Bartosek, Karel; Margolin, Jean-Louis; Kramer, Mark (1999), The Black Book of Communism: Crimes, Terror, Repression, Harvard University Press, pp. 154–155, ISBN 0-674-07608-7
- Khlevniuk, Oleg Vitalievich (2004), The history of the Gulag: from collectivization to the great terror, Yale University Press, pp. 418, ISBN 978-0-300-09284-4
- Kiernan, Ben (2007), Blood and soil: a world history of genocide and extermination from Sparta to Darfur, Yale University Press, pp. 724, ISBN 978-0-300-10098-3
- Memorial; Institute of History of the Siberian Branch of the Russian Academy of Science (2002), The Nazino Tragedy: A Documented Scholarly Edition, Tomsk
- Polian, P.M. (2004), Against their will: the history and geography of forced migrations in the USSR, Budapest: Central European University Press, p. 111, ISBN 978-963-9241-68-8
- Werth, Nicolas (2007), Cannibal Island: Death in a Siberian Gulag, Princeton University Press, ISBN 9780691130835
- Velichko (1933年8月22日). “Доклад инструктора-пропагандиста Нарымского окружного комитета РКП (б) Василия А. Величко И. В. Сталину, Р. И. Эйхе и секретарю Нарымского окружкома ВКП (б) К. И. Левиц” (ロシア語). diletant.media. 2021年12月14日閲覧。